# Team Milram

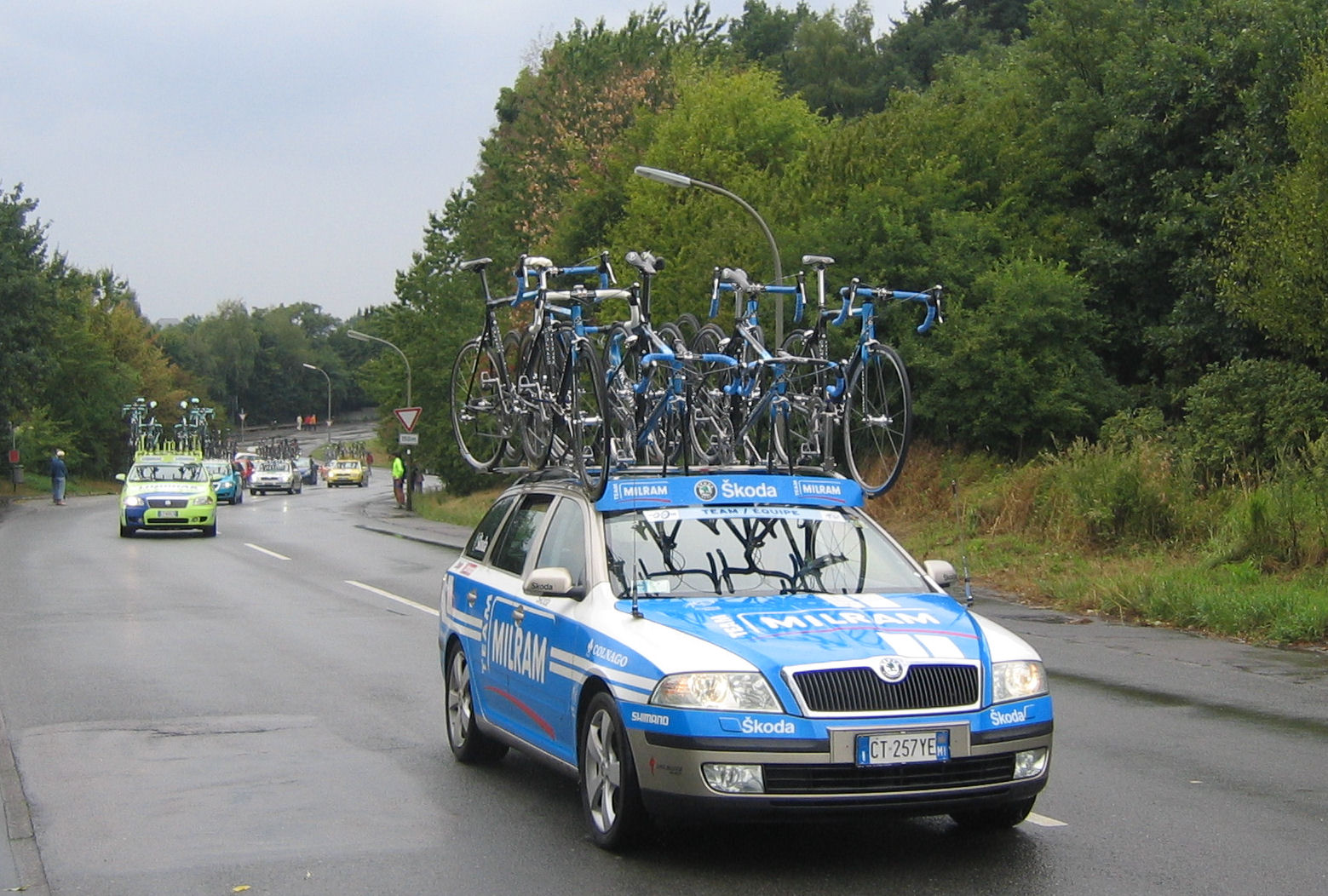
Cotxe de l'equip Milram

El Team Milram va ser una formació alemanya de ciclisme en ruta que formava part de l'UCI ProTour. Creada l'any 2006, a partir de l'estructura de l'equip Domina Vacanze-De Nardi italià, va desaparèixer el 2010.

## Palmarès

### Clàssiques
- París-Tours. 2007 (Alessandro Petacchi)

### Grans Voltes
- Tour de França
  - 5 participacions (2006, 2007, 2008, 2009, 2010)

- Giro d'Itàlia
  - 5 participacions (2006, 2007, 2008, 2009, 2010)
  - 5 victòries d'etapa
    - 5 el 2007: Alessandro Petacchi (5)

  - 1 classificació secundàries
  -  Classificació per punts: Alessandro Petacchi 2007

- Volta a Espanya
  - 5 participacions (2006, 2007, 2008, 2009, 2010)
  - 6 victòries d'etapa
    - 2 el 2006: Erik Zabel (2)
    - 3 el 2007: Alessandro Petacchi (2), Erik Zabel
    - 1 el 2009: Gerald Ciolek

### Campionats nacionals
- : Campionat del Kazakhstan en contrarellotge: (1) 2006 (Maksim Iglinski)
- : Campionat d'Eslovàquia en contrarellotge: (2) 2006, 2008 (Matej Jurčo)
- : Campionat d'Ucraïna en contrarellotge: (2) 2006 (Andrí Hrivko), 2008 (Volodímir Diúdia)
- : Campionat d'Eslovàquia en ruta: (2) 2008 (Matej Jurčo), 2008 (Martin Velits)
- : Campionat d'Alemanya en ruta: (1) 2010 (Christian Knees)
- : Campionat dels Països Baixos en ruta: (1) 2010 (Niki Terpstra)

## Classificacions UCI

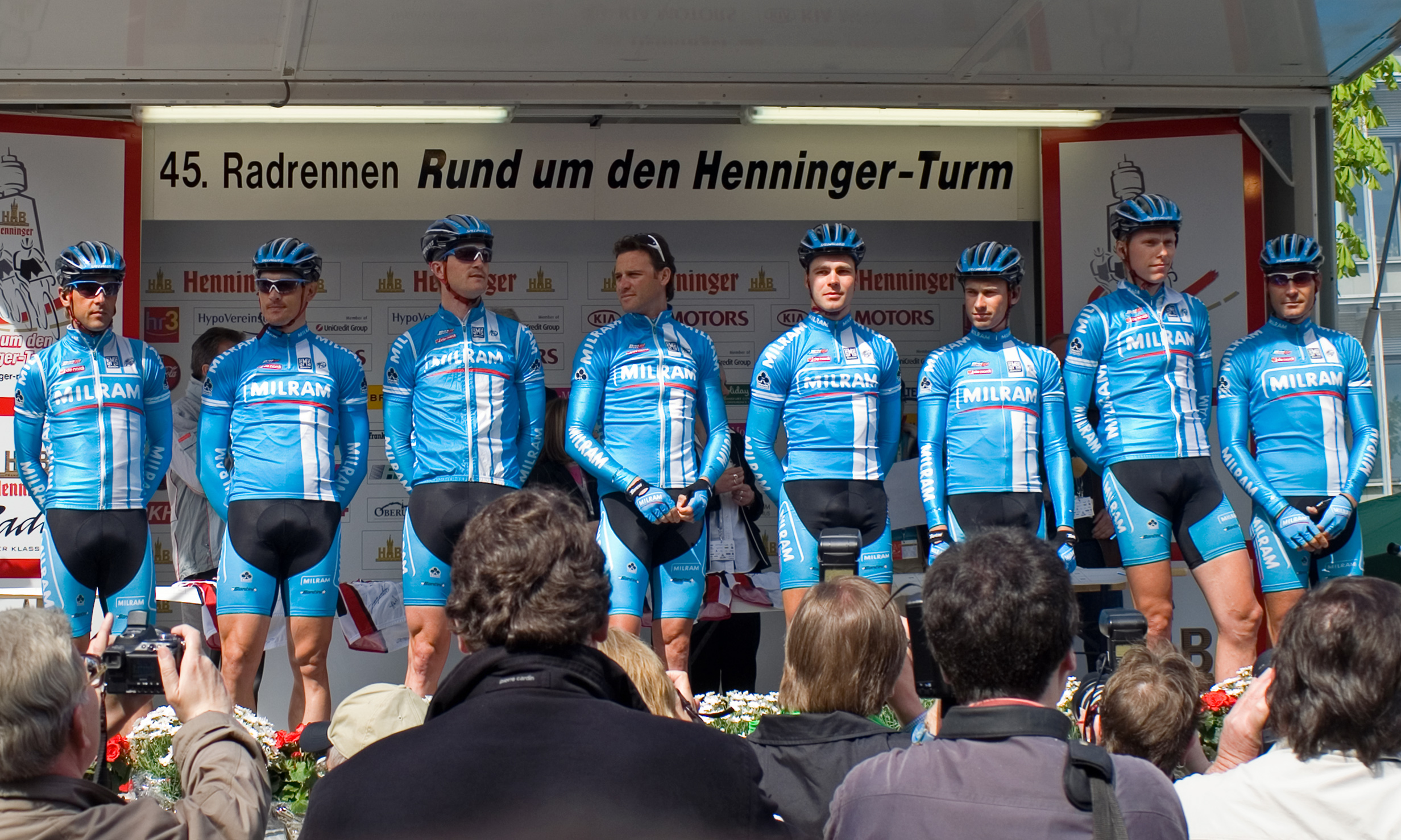
Ciclistes del Milram abans de la Rund um den Henninger Turm del 2006

UCI ProTour
| Temporada | Classificació per equips | Millor ciclista en la classificació individual |
| --------- | ------------------------ | ---------------------------------------------- |
| 2006      | 18è                      | Alessandro Petacchi (35è)                      |
| 2007      | 18è                      | Alessandro Petacchi (13è)                      |
| 2008      | 18è                      | Erik Zabel (55è)                               |

Calendari mundial UCI
| Temporada | Classificació per equips | Millor ciclista en la classificació individual |
| --------- | ------------------------ | ---------------------------------------------- |
| 2009      | 18è                      | Gerald Ciolek (56è)                            |
| 2010      | 26è                      | Luke Roberts (84è)                             |